# Talia Ryder

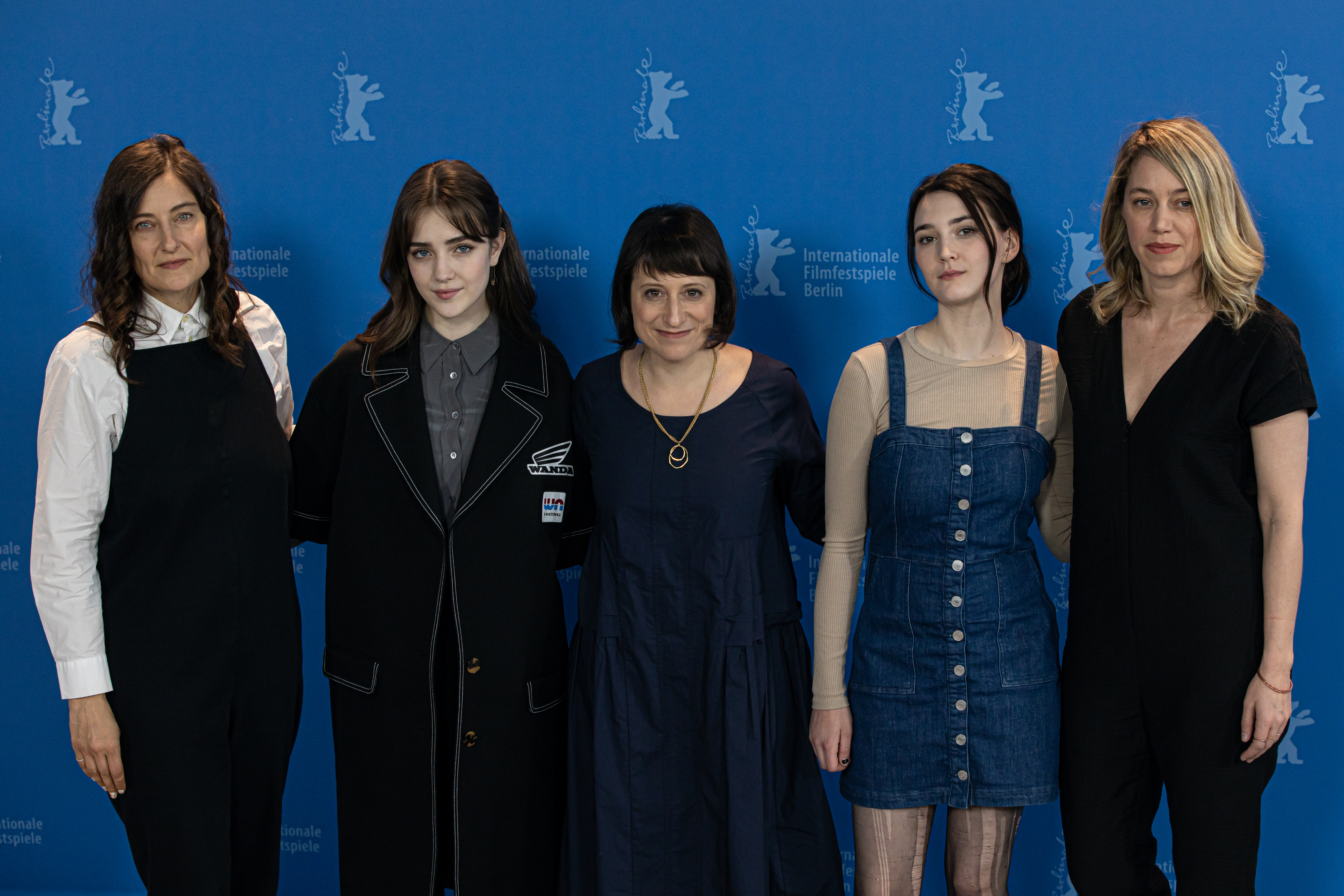
Ryder z ekipą Nigdy, rzadko, czasami, zawsze (2020)

Talia Ryder (ur. 16 sierpnia 2002 w Buffalo) – amerykańska aktorka, która grała w filmach: Nigdy, rzadko, czasami, zawsze, West Side Story i Zróbmy zemstę.

## Życiorys
Talia Ryder pochodzi z Buffalo. Już w dzieciństwie zajmowała się tańcem, a w aktorstwo wprowadziła ją rola w broadwayowskim Matilda the Musical, którą dostała mając dwanaście lat. Jej debiut pełnometrażowy nadszedł sześć lat później, gdy pojawiła się w filmie Nigdy, rzadko, czasami, zawsze. 

## Filmografia

### Filmy
| Rok  | Tytuł                                                                         | Rola             | Uwagi |
| ---- | ----------------------------------------------------------------------------- | ---------------- | ----- |
| 2020 | Nigdy, rzadko, czasami, zawsze (Never Rarely Sometimes Always)                | Skylar           |       |
| 2021 | West Side Story                                                               | Tessa            |       |
| 2022 | Zmora (Master)                                                                | Amelia           |       |
| 2022 | Cześć, żegnaj i wszystko pomiędzy (Hello, Goodbye, and Everything in Between) | Claire           |       |
| 2022 | Zróbmy zemstę (Do Revenge)                                                    | Gabbi            |       |
| 2023 | The Sweet East                                                                | Lillian          |       |
| 2023 | Joika                                                                         | Joy Womack       |       |
| 2023 | Inwestorzy amatorzy (Dumb Money)                                              | Harmony Williams |       |
| 2024 | Little Death                                                                  | Karla            |       |
| 2025 | Honey Don't!                                                                  | Corinne          |       |

### Teledyski
- Deja Vu, Olivia Rodrigo (2021)
- Obsessed, Olivia Rodrigo (2024)
- How Does It Feel?, The Kid Laroi (2025)